# Вивье, Робер
Робер Вивье (фр. Robert Vivier; 16 мая 1894, Льеж — 6 августа 1989, Ла-Сель-Сен-Клу, Иль-де-Франс) — бельгийский поэт и прозаик, литературный критик. Педагог, доктор наук, профессор романской филологии в Университете Льежа. Член Королевской академии французского языка и литературы Бельгии (с 1950).

## Биография
Сын инженера бургундского происхождения. В 1913 году поступил на философский факультет Льежского университета. Учёбу прервала начавшаяся Первая мировая война. Добровольцем вступил в бельгийскую армию, прошёл подготовку в военном учебном центре в Нормандии, через несколько месяцев пехотинцем сражался на фронте в Западной Фландрии.
В 1924 году в университете Льежа получил докторскую степень. С 1929 по 1964 год заведовал кафедрой романских языков и литературы. В 1964—1967 годах преподавал французскую литературу в Сорбонне.
В 1950 году стал пожизненным членом Королевской академии французского языка и литературы Бельгии, заняв кресло № 9 умершего Мориса Метерлинка.
Выдающийся специалист средневековой и современной итальянской литературы. Его эссе о Данте (1942), Уго Фосколо (1934) и Габриэле Д’Аннунцио, исследования, посвященные поэтам Дж. Леопарди, Дж. Унгаретти, Э. Монтале и С. Квазимодо высоко ценятся и в самой Италии.
Писал на французском языке.

## Избранные произведения
Сборники поэзии
- «Неясная дорога» (1921),
- «Деревенский скрипач» (1924),
- «Запертое чудо» (1939),
- «Хронос мечтает» (1959),
- «Удивляться бытию» (1977).

Романы
- «Нет» (роман, 1931),
- «Избави нас от лукавого» (1936),
- «Никчемные меры» (1946).
- «Потерянная тетрадь» (Автобиографическая проза, 1962).